# فلم ناروتو: ذعر الحيوانات في جزيرة هلال القمر
فيلم ناروتو: إثارة عظيمة! ذعر الحيوانات في جزيرة هلال القمر (大興奮!みかづき島のアニマル騒動だってばよ! داي كوفون! ميكازوكي جيما نو أنيمارو بانيكو داتيبايو) أو الاسم الإنجليزي فيلم ناروتو: حراس مملكة هلال القمر (بالإنجليزية: Naruto the Movie: Guardians of the Crescent Moon Kingdom) هو فيلم ياباني لناروتو إنتاج 2006 من إخراج توشيوكي تسورو وبطولة جونكو تاكيوتشي وتشي ناكامورا ويويشي ماسوكاوا وكازهيكو إينوي وتوزيع شركة توهو المحدودة. هذا الفيلم هو آخر فيلم لناروتو (الجزء الأول) قبل بداية ناروتو شيبودن. سبقه الأطلال الوهمية في أعماق الأرض وتبعه فيلم ناروتو شيبودن. عُرض الفيلم بدور العرض اليابانية في 5 أغسطس 2006 وأُصدر الدي في دي في 25 أبريل 2007.
تدور أحداث الفيلم بعد الحلقة 196 أثناء ما بعد جزء هروب ساسوكي. لقطات من الفيلم تُعرض في شارة بداية الحلقات 197 حتى 199. شارة الفيلم الموسيقية هي «تسوبومي» أداها ماريا. أول مئة ألف مشاهدين للفيلم في دور العرض حصلوا على يويو عليه صورة ناروتو أوزوماكي، وعندما يدور يضئ مظهرًا الراسينغان.

## القصة
ناروتو وساكورا وكاكاشي وروك لي مكلفون بمهمة حماية أمير دولة القمر ميتشيرو أثناء رحلته العالمية. دولة القمر هي أمة ثرية، لذا فإن ميتشيرو يميل لشراء ما يريده ولديه نظرة مادية للأشياء. ابنه هيراكو يتصرف أيضًا بنفس الأسلوب مما يزعج ناروتو. أثناء الرحلة، تتوقف القافلة عند سيرك حيث أطلق على تفاحة وأصابها. مدير الحلبة أخبره أنه إن استطاع إصابتها والقرد يحملها وهو يتحرك سيحصل على جائزة. ينجح هيراكو في إصابتها ويضع عينيه على نمر ذات أسنان حادة تسمى تشامو. حينئذٍ، يخبره مدير الحلبة أنها خطيرة وكبيرة على أن تكون جائزة فيضطر ميتشيرو لشراء السيرك بأكمله ويضعه تحت حماية الفريق. يحاول هيراكو مصادقة النمر لكنه يكتشف أنها لا تحب البشر ويخسر اهتمامه بالسيرك ويصبح لا مبالٍ لسعادة الحيوانات مما يجعل ناروتو يشمئز من نظرته إليهم. يذهب هيراكو لمساعدة تشامو بعد انزعاجه من نظرة ناروتو له، ثم ينقذهما ناروتو.

## فريق العمل
| الشخصية         | المؤدي الياباني   |
| --------------- | ----------------- |
| ناروتو أوزوماكي | جونكو تاكيوتشي    |
| ساكورا هارونو   | تشي ناكامورا      |
| روك لي          | يويشي ماسوكاوا    |
| كاكاشي هاتاكي   | كازهيكو إينوي     |
| تسونادي         | ماساكو كاتسكي     |
| هيكارو تسوكي    | كيسوكي إيكيدا     |
| متشيرو تسوكي    | أكيو أوتسكا       |
| كوريغا          | كينجي هامادا      |
| أمايو           | ماريكا هاياشي     |
| شابادابا        | أوميجي ساساكي     |
| إيشيديت         | ساغاوارا ماساشي   |
| كونغو           | هيساو إغاوا       |
| كارنبانا        | هاروهي تيرادا     |
| كاكيرو تسوكي    | روكورو نايا       |
| رينغليدر        | توموميتشي نيشيمرا |

## وصلات خارجية
- مقالات تستعمل روابط فنية بلا صلة مع ويكي بيانات
- الموقع الرسمي الياباني.
- فيلم ناروتو: ذعر الحيوانات في جزيرة هلال القمر على قاعدة بيانات الأفلام على الإنترنت.
- فيلم ناروتو: ذعر الحيوانات في جزيرة هلال القمر في شبكة أخبار الأنمي.
- فيلم ناروتو: ذعر الحيوانات في جزيرة هلال القمر في موسوعة ناروتو.